# Andimba Toivo ya Toivo

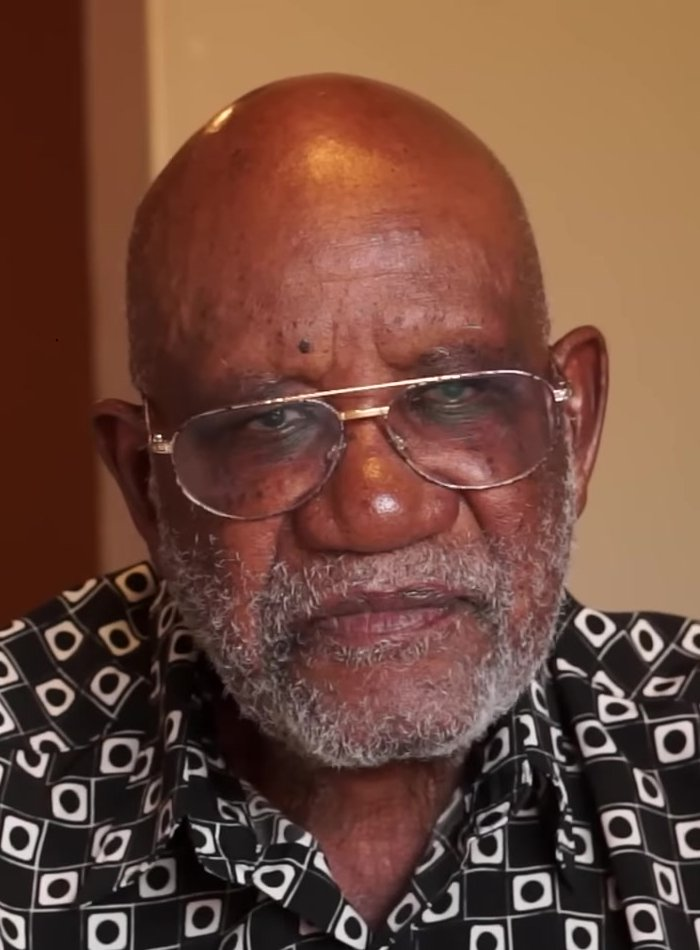
Toivo ya Toivo (2013)

Andimba Herman Toivo ya Toivo (* 22. August 1924 in Omangundu, Südwestafrika; † 9. Juni 2017 in Windhoek) war ein namibischer Menschen- und Bürgerrechtler.
Er war Mitbegründer und Parteivorsitzender der SWAPO. Durch seine unbeugsame Protesthaltung gegenüber der Apartheidspolitik Südafrikas auf dem Territorium Südwestafrikas wurde er zu einem Symbol der Freiheitskämpfer für das spätere unabhängige Namibia.

## Leben
Andimba Toivo ya Toivos Vater arbeitete bei der evangelischen Kirche in seiner Heimatregion. Für drei Jahre besuchte er die Ongwediva Industrial School, damals eine Bildungsstätte für berufliche Ausbildungen. Im Zweiten Weltkrieg diente Toivo ya Toivo von 1942 bis 1943 im Native Military Corps der Union Defence Force. Danach erwarb er die Qualifikation eines Lehrers an der anglikanischen St. Mary’s Mission School in Odibo. Seit seiner Lehrbefähigung im Jahr 1950 war Toivo ya Toivo im Norden Namibias als Lehrer tätig.
1951 verließ er sein Land und wandte sich nach Kapstadt, wo er eine Beschäftigung bei der Eisenbahnpolizei fand. Während der 1950er Jahre lebte Toivo ya Toivo in Kapstadt und engagierte sich zunehmend gegen die Apartheid-Politik. In diesem Sinne übernahm er Aufgaben in der Modern Youth Society (MYS), einer politisch-kulturelle Gruppierung aus Hochschulstudenten und Gewerkschaftsmitgliedern, wo er ab 1954 Mitglied war, die Lesungen, Festivals, Diskussionsrunden und Abendschulkurse für Aktivisten organisierte. Später wurde er der Vizevorsitzende dieser Organisation, in der sich auch andere Antiapartheidsaktivisten, wie Denis Goldberg, Albie Sachs oder Esme Bodenstein, beteiligten. Diese Aktivitäten wurden dem südafrikanischen Apartheidsystem unbequem, weshalb er 1957 in seine Heimat zurückverwiesen wurde. Im Jahre 1957 trat Toivo ya Toivo der Regionalgruppe des ANC im Township Langa bei, wo er zu dieser Zeit seinen Wohnsitz hatte. Zur selben Zeit besuchte er politische Fortbildungsveranstaltungen bei Jack Simons, der als Professor an der Universität Kapstadt lehrte. In der Folge entwickelte sich zwischen beiden eine freundschaftliche Verbindung, ebenso mit dessen Ehefrau und Gewerkschaftsaktivistin Ray Alexander. Die unter diesen Einflüssen gesammelten Erfahrungen prägten bei ihm organisatorische Fähigkeiten aus und förderten frühe Überlegungen zu politischen Konzepten. Toivo ya Toivo begann nun zu anderen Arbeitsmigranten aus Südwestafrika Kontakte aufzubauen. Dazu dienten abendliche Treffpunkte in einem Friseursalon in der Somerset Street 35 von Kapstadt, der zwei solchen Arbeitsmigranten gehörte.
Am 2. August 1957 gründete er in Kapstadt die erste namibische Oppositionspartei: der Ovamboland People’s Congress (OPC), aus welcher zunächst die Ovamboland People’s Organisation (OPO) und in der Folge am 19. April 1960 in Windhoek (zusammen mit seinem Parteifreund Sam Nujoma) die SWAPO entstand. Der OPC war eine Organisation südwestafrikanischer Studenten und Gastarbeiter in Südafrika, dessen Anliegen es war, sich für die Rechte von Arbeitsmigranten und gegen die Einverleibung Südwestafrikas in die Republik Südafrika einzusetzen. Die Gründungsversammlung fand in einem Friseursalon eines südwestafrikanischen Einwanderers im Kapstädter Stadtteil Green Point statt.
Wegen der menschenunwürdigen Behandlung von schwarz-afrikanischen Minen-Arbeitern beteiligte sich Toivo ya Toivo 1958 an der Menschenrechts-Petition von Mburumba Kerina und Rev. Michael Scott vor den Vereinten Nationen. Auf politischen Druck verließ Nujoma Südwestafrika und führte eine Exilregierung.
Andimba Toivo ya Toivo wurde 1968, gemeinsam mit anderen Aktivisten, in einem international beachteten und unter einflussreichen Beobachtern ablaufenden Prozess vor der Transvaal Provincial Division des Supreme Court of South Africa in Pretoria in Anwendung des südafrikanischen Terrorism Act No 83 of 1967 zu 20 Jahren Haft und Zwangsarbeit auf Robben Island verurteilt. Sein Verteidiger war Joel Carlson, der sich auch an der Mobilisierung der internationalen Öffentlichkeit betätigte. Zu den anwesenden Beobachtern gehörten neben führenden Zeitungen des Auslands Völkerrechtler, wie Richard Falk von Princeton und Arthur Larson von der Duke University, letzterer hier als Vertreter des Lutherischen Weltbundes. Die Haft verbrachte er in einer Einzelzelle von Sektion B, wo auch Nelson Mandela und Walter Sisulu lebten. Im März 1984 erfolgte seine Haftentlassung (nach Petition durch Dirk Mudge).
In seiner Verteidigungsrede warf er dem vorsitzenden Richter Bruno Ludorf fehlende Zuständigkeit vor:

“... We find ourselves tried by a judge who is not our countryman and who has not shared our background. ... We are Namibians and not South Africans. ...”

„... Wir finden uns vor einem Richter, der nicht unser Landsmann ist und nicht unsere gemeinsame Vergangenheit teilt. ... Wir sind Namibier und nicht Südafrikaner. ...“

Beim Prozessauftakt kam es vor dem Gerichtsgebäude in Pretoria zu öffentlichen Schmähreden gegen die Angeklagten, wie „Hang the Kaffirs“ oder „Kill the terrorists“. Rechtsanwalt Carlson wurde in der regierungstreuen Presse mit Aussagen wie „The Terrorists Lawyer“ (deutsch etwa: „Der Terroristenanwalt“) oder „Who is paying the defense lawyer for the defense of the terrorists?“ (deutsch etwa: „Wer bezahlt den Verteidiger für die Verteidigung von diesen Terroristen?“) diffamiert. Es wurden ihm kommunistisch orientierte Motive und ein Einfluss von Moskau auf seine Person unterstellt. Daraufhin sah sich Verteidiger Carlson veranlasst, über seinen Solicitor in London die Honorarquelle zu erfragen und bekannt zu geben. Das Geld stammte von Lord Campbell of Eskan, einem namhaften Mitglied des House of Lords.
Die UN-Vollversammlung verurteilte diesen über mehrere Monate verlaufenden Gerichtsprozess gegen 37 Namibier (The state v. Tuhadeleni and 36 Others, deutsch: „Der Staat gegen Tuhadeleni und 36 Andere“) und bezeichnete ihn als eine „ungeheuerliche Verletzung ihrer Rechte“, da Südafrika unrechtmäßig sein Rechtssystem auf das UN-Mandatsterritorium South West Africa ausweitete. Der Beschluss wurde mit 110 Ja-Stimmen und 2 Nein-Stimmen (Südafrika, Portugal) sowie mit Enthaltung durch Malawi gefasst.
Nach seiner Haftentlassung kehrte Toivo ya Toivo für eine kurze Zeit nach South West Africa/Namibia zurück und wurde noch 1984 Generalsekretär der SWAPO. Kurz darauf ging er ins Auslandsexil und übte diese Parteifunktion bis 1991 aus.
Nach dem Wahlsieg der SWAPO und der Unabhängigkeit Namibias wurde Toivo ya Toivo 1990 Minister of Mines and Energy (Bergbau und Energie), seit 1999 Minister Labour and Social Welfare (Arbeit und Sozialfürsorge) und schließlich bis 2006 Minister of Prisons and Correctional Services (Gefängnisse und Justizvollzug).
2005 zog sich Toivo ya Toivo aus dem politischen Leben in Namibia zurück und war danach in der Privatwirtschaft tätig.

## Familie
Er war seit dem 29. März 1990 mit der US-amerikanischen Rechtsanwältin Vicki Erenstein verheiratet (dann von Erenstein ya Toivo). Sie hatten sich 1984 nach seiner Freilassung kennengelernt, als Toivo ya Toivo, nun SWAPO-Generalsekretär, bei den Vereinten Nationen in New York weilte. Erenstein war zu dieser Zeit als Arbeitsrechtsanwältin und bereits längere Zeit als politische Aktivistin in einem Unterstützerkreis für den ANC und die SWAPO tätig. Das Ehepaar hatte vier Kinder, darunter zwei angenommene Neffen – Isak und Philemon – und die 1993 geborenen Zwillingstöchter Nashikoto und Mutaleni.
Sein Bruder war der Freiheitskämpfer Nestor ya Toivo.

## Ehrungen und Auszeichnungen

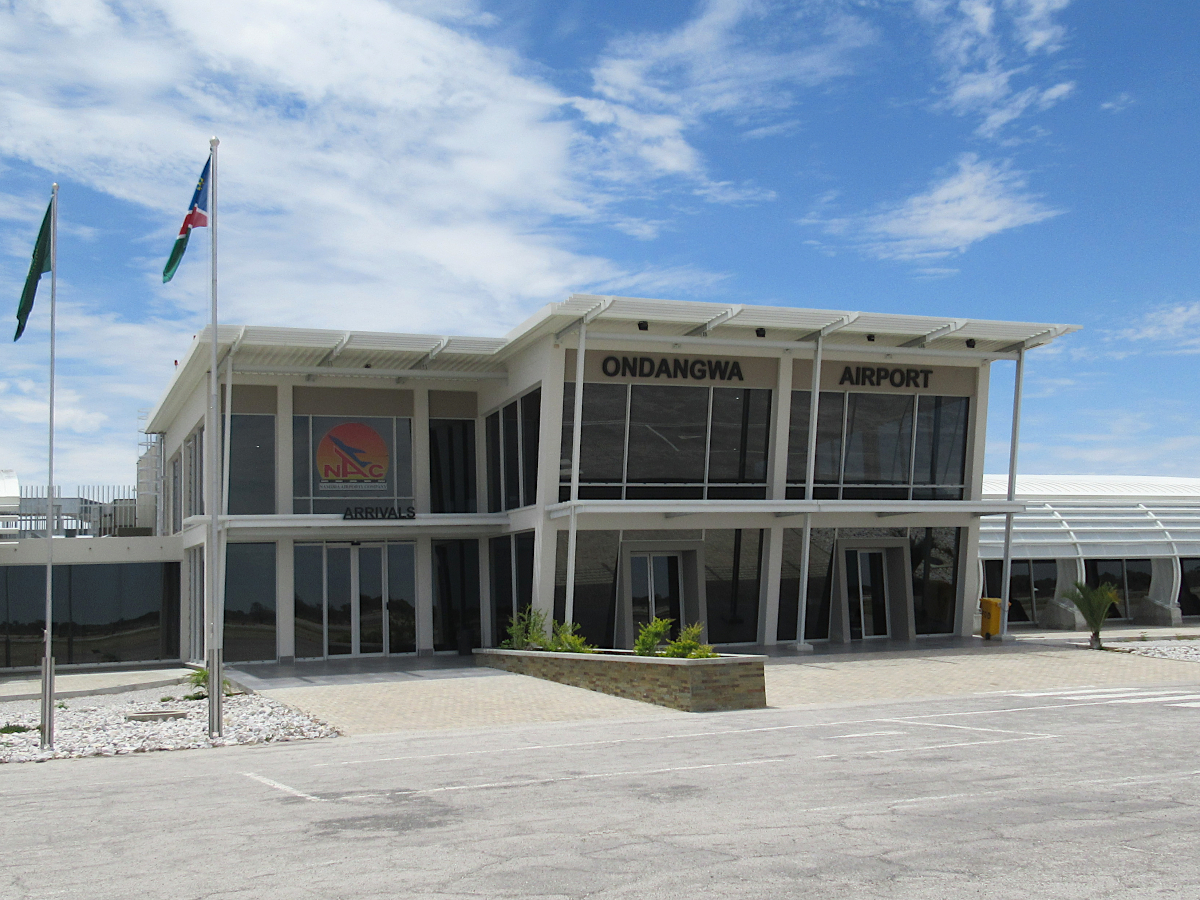
Nach Toivo ya Toivo benannter Flughafen Ondangwa

Er hat posthum am 13. Juni 2017 den Status eines Helden durch Staatspräsident Hage Geingob erhalten. Er wurde am 24. Juni 2017 auf dem Heldenacker bei Windhoek beerdigt.
Am 22. August 2019 wurde der Flughafen Ondangwa nach Andimba Toivo ya Toivo umbenannt. In Windhoek ist eine Straße nach ihm benannt.